# Riksmötet 2023/2024
Riksmötet 2023/2024 är Sveriges riksdags verksamhetsår 2023–2024. Riksmötet inleddes 12 september 2023 och pågick till den 9 september 2024.

## Händelser och beslut i urval

### Riksmötets öppnande
På begäran av talman Andreas Norlén förklarade kung Carl XVI Gustaf riksmötet 2023/2024 öppnat den 12 september 2023.  Samma dag påbörjas även den allmänna motionstiden, som är planerad att fortgå till 5 oktober 2023. 

## Riksdagens sammansättning
Under verksamhetsåret så lämnade socialdemokraternas riksdagsledamot Jamal El-Haj partiet, men valde att stanna kvar i riksdagen som politisk vilde.
| fr.o.m 12 september 2023                                           | fr.o.m 12 september 2023                                           | fr.o.m 12 september 2023                                           | fr.o.m 12 september 2023                                           | fr.o.m 12 februari 2024                                            | fr.o.m 12 februari 2024                                            | fr.o.m 12 februari 2024                                            | fr.o.m 12 februari 2024                                            |
| ------------------------------------------------------------------ | ------------------------------------------------------------------ | ------------------------------------------------------------------ | ------------------------------------------------------------------ | ------------------------------------------------------------------ | ------------------------------------------------------------------ | ------------------------------------------------------------------ | ------------------------------------------------------------------ |
| En schematisk bild över mandatfördelningen i riksdagen 2023-05-01. | En schematisk bild över mandatfördelningen i riksdagen 2023-05-01. | En schematisk bild över mandatfördelningen i riksdagen 2023-05-01. | En schematisk bild över mandatfördelningen i riksdagen 2023-05-01. | En schematisk bild över mandatfördelningen i riksdagen 2024-02-12. | En schematisk bild över mandatfördelningen i riksdagen 2024-02-12. | En schematisk bild över mandatfördelningen i riksdagen 2024-02-12. | En schematisk bild över mandatfördelningen i riksdagen 2024-02-12. |
| F                                                                  | Parti                                                              | PB                                                                 | Mandat                                                             | F                                                                  | Parti                                                              | PB                                                                 | Mandat                                                             |
|                                                                    | Socialdemokraterna                                                 | S                                                                  | 107                                                                |                                                                    | Socialdemokraterna                                                 | S                                                                  | 106                                                                |
|                                                                    | Sverigedemokraterna                                                | SD                                                                 | 72                                                                 |                                                                    | Sverigedemokraterna                                                | SD                                                                 | 72                                                                 |
|                                                                    | Moderaterna                                                        | M                                                                  | 68                                                                 |                                                                    | Moderaterna                                                        | M                                                                  | 68                                                                 |
|                                                                    | Vänsterpartiet                                                     | V                                                                  | 24                                                                 |                                                                    | Vänsterpartiet                                                     | V                                                                  | 24                                                                 |
|                                                                    | Centerpartiet                                                      | C                                                                  | 24                                                                 |                                                                    | Centerpartiet                                                      | C                                                                  | 24                                                                 |
|                                                                    | Kristdemokraterna                                                  | KD                                                                 | 19                                                                 |                                                                    | Kristdemokraterna                                                  | KD                                                                 | 19                                                                 |
|                                                                    | Miljöpartiet                                                       | MP                                                                 | 18                                                                 |                                                                    | Miljöpartiet                                                       | MP                                                                 | 18                                                                 |
|                                                                    | Liberalerna                                                        | L                                                                  | 16                                                                 |                                                                    | Liberalerna                                                        | L                                                                  | 16                                                                 |
|                                                                    | utan partibeteckning                                               | –                                                                  | 1                                                                  |                                                                    | utan partibeteckning                                               | –                                                                  | 2                                                                  |
|                                                                    | Totalt                                                             | Totalt                                                             | 349                                                                |                                                                    | Totalt                                                             | Totalt                                                             | 349                                                                |

## Nyckelpersoner i riksdagen och partierna

### Talmanspresidiet
| Talman             | Första vice talman      | Andra vice talman  | Tredje vice talman   |
| Andreas Norlén (M) | Kenneth G. Forslund (S) | Julia Kronlid (SD) | Kerstin Lundgren (C) |
| ------------------ | ----------------------- | ------------------ | -------------------- |

### Partiledare
- S: Magdalena Andersson
- SD: Jimmie Åkesson
- M: Ulf Kristersson
- V: Nooshi Dadgostar
- C: Muharrem Demirok
- KD: Ebba Busch
- MP: Märta Stenevi (språkrör till 28 april 2024), därefter Amanda Lind (språkrör från 28 april 2024) och Per Bolund (språkrör till 18 november 2023), därefter Daniel Helldén (språkrör från 18 november 2023)
- L: Johan Pehrson

### Partiernas gruppledare i riksdagen
- S: Lena Hallengren[4]
- SD: Linda Lindberg[5]
- M: Mattias Karlsson[6]
- V: Samuel Gonzalez Westling[7]
- C: Daniel Bäckström[8]
- KD: Camilla Brodin[9]
- MP: Rasmus Ling[10]
- L: Lina Nordquist[11]